# Jörg Reeb
Jörg Reeb (ur. 6 stycznia 1972 w Saarbrücken) – niemiecki piłkarz występujący na pozycji obrońcy lub pomocnika.

## Kariera
Reeb zawodową karierę rozpoczynał w drugoligowym zespole 1. FC Saarbrücken. W 1992 roku awansował z nim do Bundesligi. W tych rozgrywkach zadebiutował 5 czerwca 1993 w przegranym 1:4 meczu z 1. FC Nürnberg. W tym samym roku powrócił z klubem do 2. Bundesligi. W Saarbrücken spędził jeszcze dwa lata.
W 1995 roku Reeb odszedł do beniaminka 2. Bundesligi, Arminii Bielefeld. W 1996 roku awansował z nią do Bundesligi. 5 października 1996 w wygranym 3:1 pojedynku z Werderem Brema strzelił pierwszego gola w trakcie gry w Bundeslidze. W barwach Arminii przez trzy lata rozegrał 95 spotkań i zdobył 6 bramek.
W 1998 roku po spadku Arminii do 2. Bundesligi, Reeb przeniósł się do pierwszoligowego Bayeru 04 Leverkusen. Pierwszy ligowy mecz zaliczył tam 15 sierpnia 1998 roku przeciwko Hansie Rostock (3:1). W 1999 roku oraz w 2000 roku wywalczył z klubem wicemistrzostwo Niemiec. W ciągu trzech lat wystąpił tam w 64 ligowych pojedynkach i strzelił 1 gola.
W 2001 roku przeszedł do 1. FC Köln, również z Bundesligi. Grał tam przez rok, a potem odszedł do zespołu FC Augsburg (Regionalliga Süd). Spędził tam kolejne dwa lata. Później był graczem hiszpańskiego Atletico Balears oraz niemieckich Sportfreunde Köllerbach i ASC Dudweiler, gdzie w 2010 roku zakończył karierę.